# Cantone di Limón Indanza
Il Cantone di Limón Indanza è un cantone dell'Ecuador che si trova nella Provincia di Morona-Santiago.
Il capoluogo del cantone è General Leonidas Plaza Gutiérrez.